# 아프간빵
아프간빵(Afghan+pão, 파슈토어: افغاني ډوډۍ 아프가니 도더이, 페르시아어: نان افغانی 나네 아프가니)은 아프가니스탄의 납작빵이다. 사우디아라비아와 예멘 등 아랍 세계에서는 타미즈(아랍어: تَمِيزْ)라는 이름으로도 알려져 있다.

## 같이 보기
- 라바시
- 바르바리